# Äspholm (Lemland, Åland)
Äspholm är en ö i Åland (Finland). Den ligger i Skärgårdshavet och i kommunen Lemland i landskapet Åland, i den sydvästra delen av landet. Ön ligger omkring 16 kilometer sydöst om Mariehamn och omkring 270 kilometer väster om Helsingfors.
Öns area är 33,7 hektar och dess största längd är 1 kilometer i nord-sydlig riktning.